# Clover Leaf
Clover Leaf is een Nederlandse band die tussen 1968 en 1972 actief was en enkele top 40-noteringen wist te behalen.

## Leden
- Ahmad Albar - zanger
- Eugène den Hoed - gitarist
- Ludwig Lemans - gitarist
- Jacques Verburgt - bassist
- Marcel Lahaye - organist
- Adrie Voorheijen - drummer
- Roy Stubbs - drummer (alleen in 1968)

## Discografie

### Singles
| Single met eventuele hitnotering(en) in de Nederlandse Top 40 | Datum van verschijnen | Datum van binnenkomst | Hoogste positie | Aantal weken | Opmerkingen |
| ------------------------------------------------------------- | --------------------- | --------------------- | --------------- | ------------ | ----------- |
| Time will show                                                |                       | 30-8-1969             | 34              | 3            |             |
| Grey clouds                                                   |                       | 29-11-1969            | tip             | 2            |             |
| What kind of man                                              |                       | 27-6-1970             | 21              | 4            |             |
| Don't spoil my day                                            |                       | 12-9-1970             | 22              | 7            |             |
| Oh what a day                                                 |                       | 27-2-1971             | 19              | 4            |             |
| Tell the world                                                |                       | 31-7-1971             | 22              | 5            |             |